# Daubenet
Calamus
Pour les articles homonymes, voir Calamus.
Genre
Calamus est un genre de poissons perciformes dont les différentes espèces sont appelées communément daubenets.

## Liste des espèces
Selon World Register of Marine Species (29 janv. 2016) et ITIS (29 janv. 2016) :
- Calamus arctifrons Goode et Bean, 1882
- Calamus bajonado (Bloch et Schneider, 1801)
- Calamus brachysomus (Lockington, 1880)
- Calamus calamus (Valenciennes in Cuvier et Valenciennes, 1830) - daubenet lotto
- Calamus campechanus Randall et Caldwell, 1966
- Calamus cervigoni Randall et Caldwell, 1966
- Calamus leucosteus Jordan et Gilbert in Jordan, 1885
- Calamus mu Randall et Caldwell, 1966
- Calamus nodosus Randall et Caldwell, 1966 - daubenet bouton
- Calamus penna (Valenciennes in Cuvier et Valenciennes, 1830) - non reconnue par FishBase (29 janv. 2016)[3] qui le classe dans le genre Cabdio
- Calamus pennatula Guichenot, 1868
- Calamus proridens Jordan et Gilbert, 1884
- Calamus taurinus (Jenyns, 1840)